# Opération Bowery
Campagnes d'Afrique, du Moyen-Orient et de Méditerranée (1940-1945)
Batailles
1940
- Vado
- Siège de Malte
- Club Run
- Convoi Espero
- Mers el-Kébir
- Punta Stilo
- Cap Spada
- Hurry
- Cap Passero
- MB.8
- Tarente
- Détroit d'Otrante
- White
- Cap Teulada

1941
- Excess
- Convoi AN 14
- Grog
- Abstention
- Baie de La Sude
- Cap Matapan
- Îles Kerkennah
- Crète
- Galite
- Substance
- Halberd
- Convoi Duisburg
- Cap Bon
- Syrte (1941)
- Rade d'Alexandrie

1942
- Syrte (1942)
- Calendar
- Bowery
- Albumen
- Harpoon
- Vigorous
- Pedestal
- Agreement
- Torch
- Stoneage
- Sabordage de la flotte française à Toulon
- Portcullis
- Banc de Skerki
- Olterra (navire auxiliaire)
- Raid sur Alger

1943
- Zouara
- Convoi de Cigno
- Convoi de Campobasso
- Corkscrew
- Husky
- Gela
- Scylla
- Pietracorbara
- Dodécanèse
  - Rhodes
  - Leros
  - Kos
- Convoi KMF-25A

1944
- Ist
- Raid sur Santorin
- Raid sur Symi
- Port-Cros
- La Ciotat
- Île de Pag

1945
Mer Ligure
- Convois alliés
  - convois de Malte
- Campagne des U-boote
- Campagne adriatique

L' Opération Bowery était une opération conjointe anglo-américaine de transport d'avions de combat Supermarine Spitfire de Gibraltar à Malte pendant le Siège de Malte pendant la Campagne de Méditerranée de la Seconde Guerre mondiale. Elles s'est déroulée du 29 avril au 6 mai 1942, dans le cadre des missions connues sous le nom de Club Run, dans le but de transférer des avions de combat à Malte, afin de renforcer les défenses de l'île, soumise pendant des mois à l'offensive des forces aériennes de l'Axe, après l'échec de l'Opération Calendar.

## Contexte
Les livraisons «Club Run» exigeaient que les chasseurs à courte portée soient chargés sur un porte-avions en Grande-Bretagne ou à Gibraltar et emmenés à portée de vol de Malte. Il y eut plusieurs livraisons plus tôt, mais la dernière livraison fut un échec.

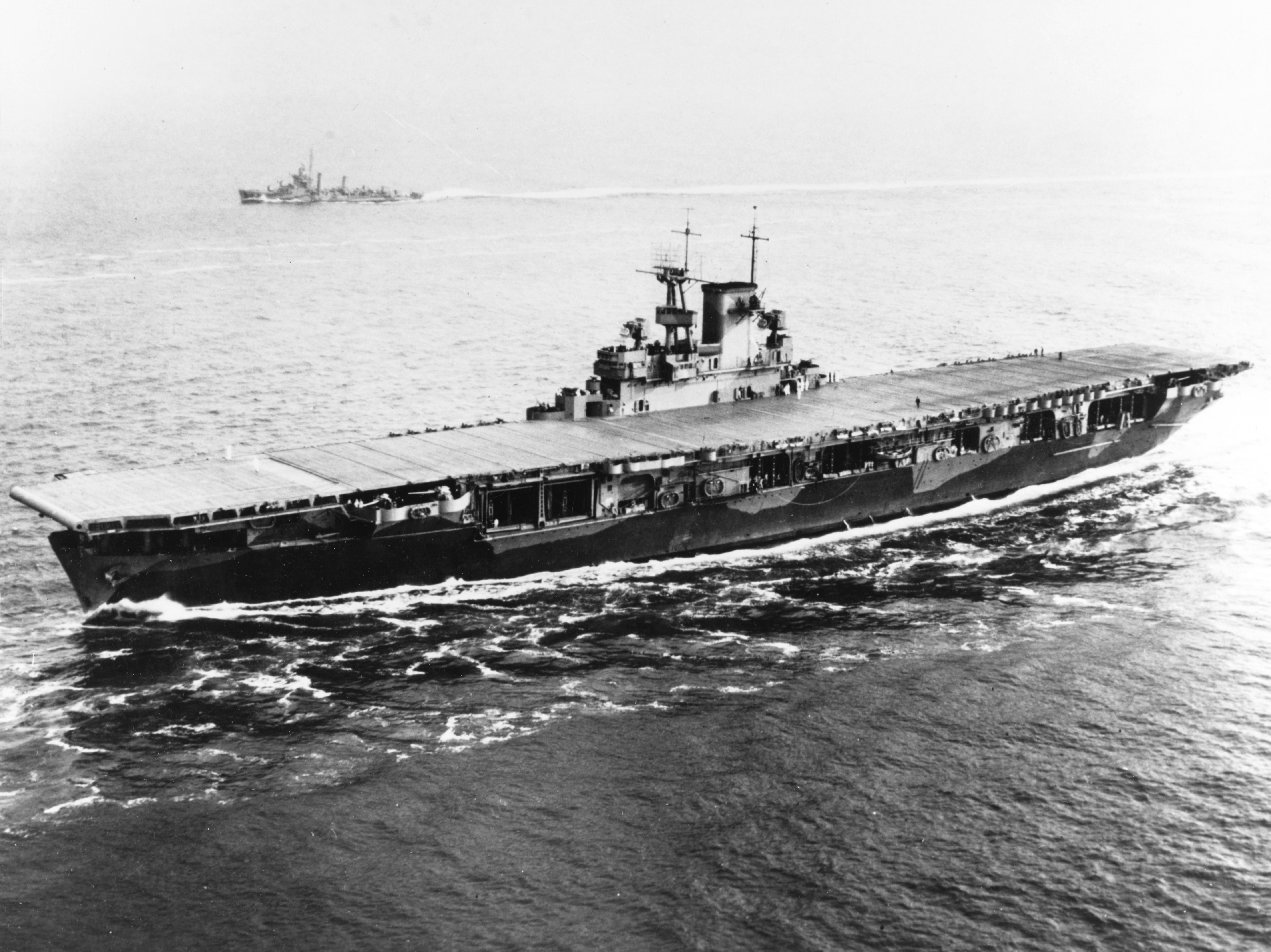
USS Wasp le 26 mai 1942

L'opération était en grande partie une répétition de l'opération précédente , dans laquelle lle porte-avions de l'United States Navy USS Wasp prêté pour cette mission, avait envoyé en renfort 48 chasseurs Spitfire britanniques à Malte. Les avions, le personnel de soutien et les aérodromes n'étaient pas suffisamment préparés pour recevoir les Spitfire et les forces aériennes de l'Axe, prévenues de l'arrivée des nouveaux chasseurs, les ont détruits sur l'aérodrome de Ta'Qali par des attaques aériennes après leur arrivée à Malte.
Une livraison quasi identique (Opération Bowery) avait été planifiée et son succès était devenu encore plus important pour les Alliés.

## Opération

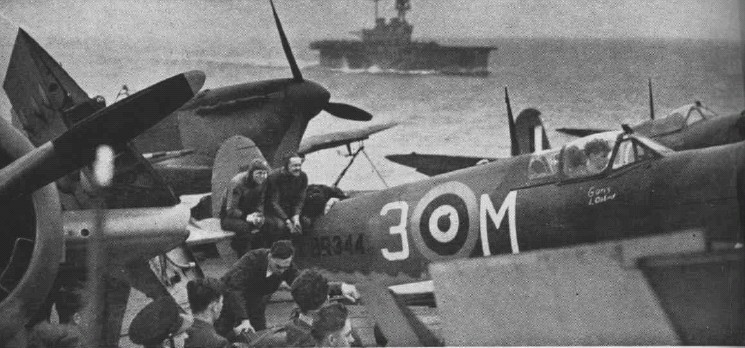
MMS Eagle vu du USS Wasp

L'USS Wasp est retourné à Glasgow le 29 avril 1942, où il a chargé 47 Spitfire Mk Vc au quai King George V à Shieldhall. L'état des avions n'étaient pas meilleur qu'il ne l'avait été pour l'Opération Calendar ; les réservoirs de carburant auxiliaires étaient toujours mal montés et, par conséquent, fuyaient. Le capitaine du Wasp, a refusé de continuer le chargement jusqu'à ce que le défaut ait été corrigé sur certains réservoirs et a ensuite accepté d'effectuer le travail restant avec son propre personnel. Cette faute avait été notifiée aux autorités britanniques car elle avait affecté l'opération précédente et sa récurrence était un sérieux embarras.
Wasp et sa force d'escorte (Force W) ont quitté Scapa Flow le 3 mai. 17 autres Spitfire, retardés des précédents "Club Run", ont été transportés par le HMS Eagle, qui a rejoint la Force W les 7 et 8 mai à Gibraltar. Le 9 mai 1942, 64 Spitfire ont décollé de l'USS Wasp et du HMS Eagle (61 sont arrivés). Un avion et son pilote ont été perdus au décollage.

### Force W
La force navale combinée consistait en :
- De Scapa Flow : porte-avions USS Wasp, croiseur de bataille HMS Renown, croiseur léger HMS Charybdis et destroyers USS Lang et Sterett, HMS Charybdis et Intrepid.
- De Gibraltar : porte-avions HMS Eagle et destroyers HMS Ithuriel, Partridge, Westcott, Wishart, Wrestler, Antelope, Salisbury, Georgetown et Vidette.

### Opération annexe

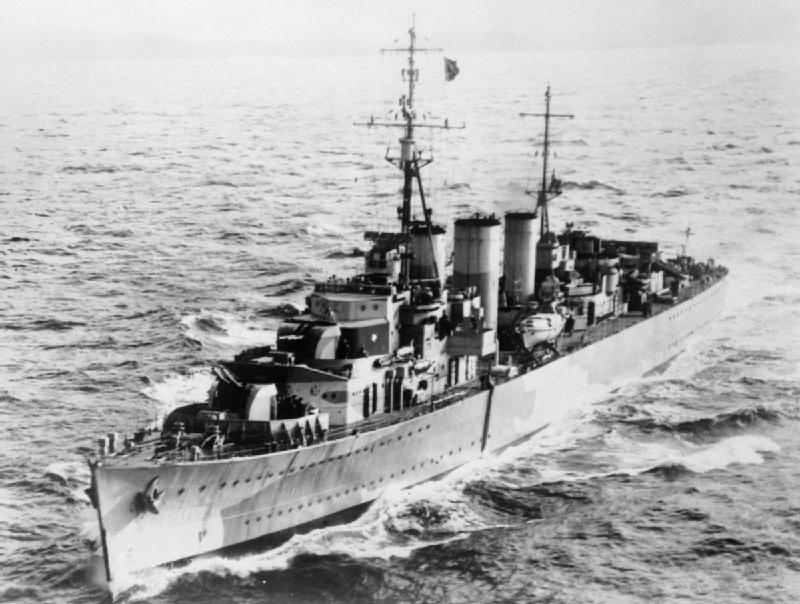
HMS Welshman

Le HMS Welshman avait été envoyé sur une course à grande vitesse à Malte, transportant, en plus de la nourriture et des magasins généraux, 100 moteurs d'avion Rolls-Royce Merlin de rechange et des équipes au sol de la RAF entraînées sur les Spitfire. Il était déguisé en destroyer français des Forces navales françaises libres (Léopard) et voyageait indépendamment de la force principale de l'Opération Bowery. Welshman a été intercepté et inspecté deux fois par des avions allemands mais a conservé une apparence paisible et a été accepté comme non belligérant; un hydravion du Régime de Vichy et une station côtière ont été moins facilement convaincus mais il a continué vers le cap Bon et Pantelleria, atteignant finalement Malte au lever du soleil le 10 mai. Il a déchargé au milieu du chaos du raid aérien du 10 mai et a été endommagée par la chute de débris. Malgré cela, il a quitté La Valette le même soir et est revenu à Gibraltar le 12 mai.

## Conséquences
À Malte, des leçons avaient été tirées de la catastrophe de l'Opération Calendar et des préparatifs détaillés avaient été faits pour faire décoller les Spitfire avant qu'ils ne puissent devenir des cibles. À l'arrivée, les avions ont été dispersés dans des zones protégées et rapidement ravitaillés et réarmés, et les chasseurs nouvellement arrivés ont pu décoller, avec de nouveaux pilotes expérimentés, au-dessus de Malte en attendant le raid aérien destiné à les détruire. Dans la mêlée, la formation italienne de bombardiers CANT Z.1007 escortés par des chasseurs Macchi M.C.202 Folgore a été vue au large et 47 avions allemands ont été détruits ou endommagés, pour la perte de trois Britanniques. Cette bataille aérienne (parfois surnommée la «bataille de Malte») a brutalement mis fin aux bombardements diurnes de Malte.
Les défenseurs, renforcés par davantage de livraisons d'avions en mai et juin et aidés par le transfert des avions de la Luftwaffe vers le front russe, ont pu conserver l'initiative des combats aériens par la suite.